# 검은 마법사 Origin
검은 마법사 Origin은 대한민국의 웹툰이다. 메이플스토리의 브랜드 웹툰으로 네이버 웹툰에서 2018년 4월 26일부터 2018년 6월 14일까지 연재되었다. 메이플스토리의 빌런인 검은 마법사의 초창기 모습을 다루고 있다.

## 등장인물
- 에반
- 루미너스
- 하얀 마법사
- 용병
- 아린
- 검은 마법사

## 같이 보기
- 검은 마법사